# Superbike-VM 1998
Superbike-VM 1998 kördes över 12 omgångar och 24 heat. Mästerskapet vanns av britten Carl Fogarty efter en stenhård duell med Aaron Slight. Det var hans tredje av totalt fyra VM-segrar.

## Delsegrare
| Bana           | Vinnare             | Märke  | Vinnare             | Märke  |
| -------------- | ------------------- | ------ | ------------------- | ------ |
| Phillip Island | Carl Fogarty        | Ducati | Noriyuki Haga       | Yamaha |
| Donington Park | Noriyuki Haga       | Yamaha | Noriyuki Haga       | Yamaha |
| Monza          | Colin Edwards       | Honda  | Colin Edwards       | Honda  |
| Albacete       | Pierfrancesco Chili | Ducati | Carl Fogarty        | Ducati |
| Nürburgring    | Aaron Slight        | Honda  | Pierfrancesco Chili | Ducati |
| Misano         | Aaron Slight        | Honda  | Aaron Slight        | Honda  |
| Kyalami        | Pierfrancesco Chili | Ducati | Pierfrancesco Chili | Ducati |
| Laguna Seca    | Troy Corser         | Ducati | Noriyuki Haga       | Yamaha |
| Brands Hatch   | Colin Edwards       | Honda  | Troy Corser         | Ducati |
| A1-Ring        | Aaron Slight        | Honda  | Aaron Slight        | Honda  |
| Assen          | Pierfrancesco Chili | Ducati | Carl Fogarty        | Ducati |
| Sugo           | Keiichi Kitagawa    | Suzuki | Noriyuki Haga       | Yamaha |

## Slutställning
| Plats | Förare              | Märke    | Poäng |
| ----- | ------------------- | -------- | ----- |
| 1     | Carl Fogarty        | Ducati   | 351,5 |
| 2     | Aaron Slight        | Honda    | 347   |
| 3     | Troy Corser         | Ducati   | 328   |
| 4     | Pierfrancesco Chili | Ducati   | 293,5 |
| 5     | Colin Edwards       | Honda    | 279,5 |
| 6     | Noriyuki Haga       | Yamaha   | 258   |
| 7     | Akira Yanagawa      | Kawasaki | 258   |
| 8     | Jamie Whitham       | Suzuki   | 175   |
| 9     | Peter Goddard       | Suzuki   | 155   |
| 10    | Scott Russell       | Yamaha   | 130   |